# Kaplica św. Anny na Grabowcu
Kaplica św. Anny na Grabowcu (niem. St. Anna Kapelle) – zabytkowa kaplica na Grabowcu w Sosnówce w powiecie karkonoskim, w województwie dolnośląskim. Wpisana do rejestru zabytków pod poz. A/775/658/J z dn. 9.09.1980 r.

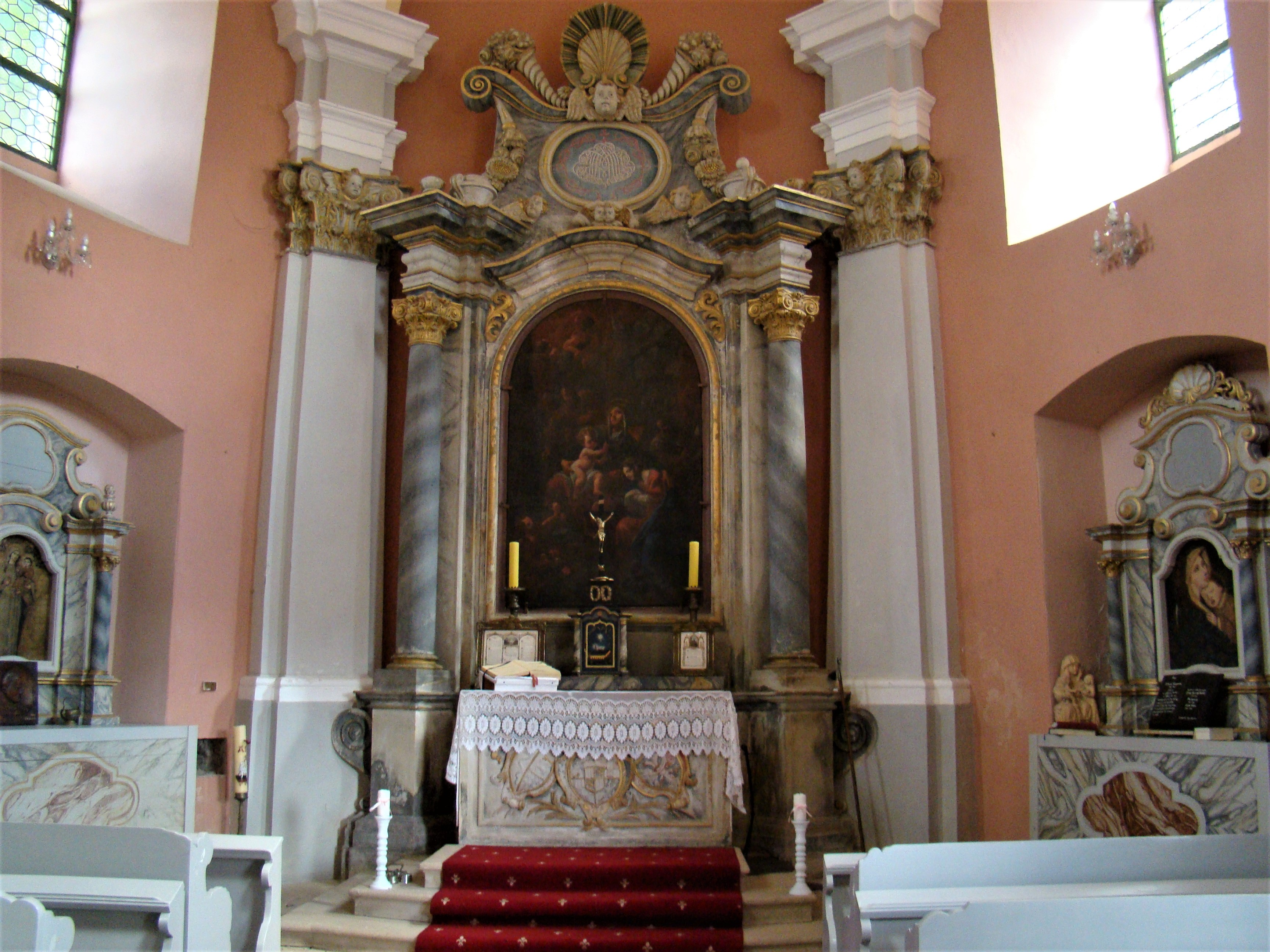
Wnętrze kaplicy

## Położenie
Kaplica pod wezwaniem św. Anny, znajduje się w południowo-zachodniej Polsce w Sudetach Zachodnich, w północno-wschodniej części Pogórza Karkonoskiego, na zachodnim stoku Grabowca, około 3,3 km na północny zachód od centrum miejscowości Karpacz.

## Historia

### Kaplica drewniana (XIII-XVII w.)
Pierwszą drewnianą kaplicę postawiono na początku XIII wieku przy źródle obok drogi prowadzącej od Pogańskiej Doliny do Dobrego Źródła zwanej Babią Ścieżką lub Ścieżką Czarownic w miejscu istnienia ośrodka prasłowiańskiego kultu pogańskiego, sięgającego czasów neolitu. Pierwsza wzmianka o kaplicy na Grabowcu została odnotowana w 1212 w kronice parafii Sobieszów. Kaplicą początkowo opiekowali się joannici, rycerze zakonnicy. Kaplicę utrzymywano dzięki funduszom księcia świdnicko-jaworskiego Bolka II. Średniowieczna budowla została zniszczona podczas wojen husyckich. Odbudowana w XV wieku przez Friedricha Liebenthala z Sosnówki, braci Melke oraz Konrada von Schaffgotscha z Podgórzyna, doznała ponownie zniszczeń w czasie wojny trzydziestoletniej.

### Kaplica murowana pw. św. Anny z XVIII wieku

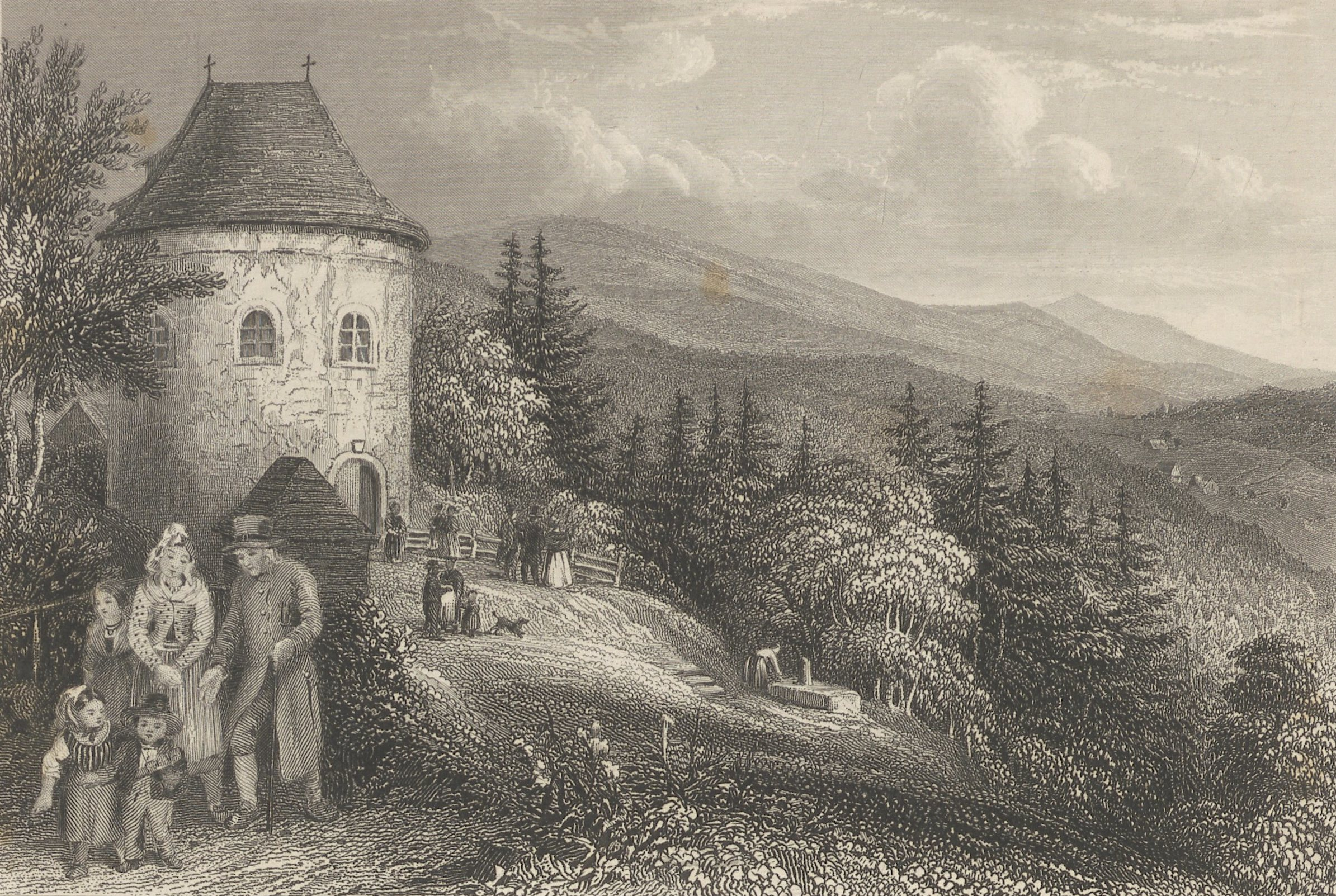
Kaplica na stalorycie z 1852

Obecna murowana kaplica pw. św. Anny, postawiona w stylu barokowym została ufundowana przez hrabiego Hansa Antona von Schaffgotscha z Cieplic. Budowę kaplicy rozpoczęto w 1718 a zakończono w 1719 roku. Projektantem i budowniczym był Casper Anton Joseph Jentsch (1699–1757). W 1812 do kaplicy sprowadzono z kaplicy św. Wawrzyńca na Śnieżce barokowy ołtarz z rzeźbą świętego Wawrzyńca oraz część wyposażenia.
Po II wojnie światowej kaplica popadła w zapomnienie. Zaginął barokowy obraz z ołtarza głównego, namalowany na miedzianej blasze przez ucznia Michaela Leopolda Willmanna. Odnalazł się po wielu latach i powrócił na swoje miejsce w 2006. Okazało się, że w pierwszej połowie XX wieku, w celu konserwacji obraz zabrano do Torunia. Ogólny wygląd kaplicy św. Anny, od XVIII wieku przez ponad 350 lat nie uległ większym zmianom.

## Architektura
Budowla typu rotundowego zbudowana jest na planie elipsy o wymiarach 14x10 metrów, w stylu barokowym, murowana, posadowiona na kamiennym fundamencie grubość muru ok. 1,7 metra. Wnętrze sklepione spłaszczoną kopułą. Na zewnątrz rotunda zwieńczona jest sklepieniem kolebkowym  o konstrukcji drewnianej z dachem pokrytym gontem. Okna owalne od dołu ścięte, wypełnione szkłem.

## Wyposażenie
Wyposażenie kaplicy stylowe z początków XVIII wieku zawiera ołtarz główny z obrazem przedstawiającym patronkę św. Annę z Jezusem, Marią i stojącym za nimi Józefem, ambonę i dwa ołtarze boczne oraz figura św. Wawrzyńca. Ołtarz stoi bezpośrednio nad źródłem, a lekko mineralizowana woda o słabej radoczynności (o działaniu przeciwzapalnym, przeciwbólowym i moczopędnym), odprowadzana jest na zewnątrz kapliczki kanałem. Obrazy do kaplicy malowano na miedzianej blasze ze względu na znajdujący się w źródlanej wodzie gaz szlachetny radon, który powodował zanikanie farb na płóciennych obrazach.

## Otoczenie
Przy kaplicy rośnie najgrubszy w Karkonoszach jawor, o obwodzie pnia ok. 4,5 metra. Tutejsza gospoda słynęła z wybornych pstrągów, a jej specjalnością była pieczeń z zająca ze smażonymi rydzami i nalewką z derenia.
Ujęcie wody ze źródła posiada rzeźbiony wizerunek jelenia, pod którym znajduje się napis Der gute Born (Dobre Źródło), a po jego obydwu stronach widnieją napisy 1212 wurde diese heilkraftige Quelle erwahnt (w 1212 było wspomniane święte i lecznicze źródło) oraz 1920 neu gefasst durch Reichsgrafen Schaffgotsch (w 1920 odnowił je hrabia Schaffgotsch).